# Tectaria zeylanica
Tectaria zeylanica là một loài thực vật có mạch trong họ Dryopteridaceae. Loài này được (Houtt.) Sledge miêu tả khoa học đầu tiên năm 1972.